# 大猶太會堂 (悉尼)

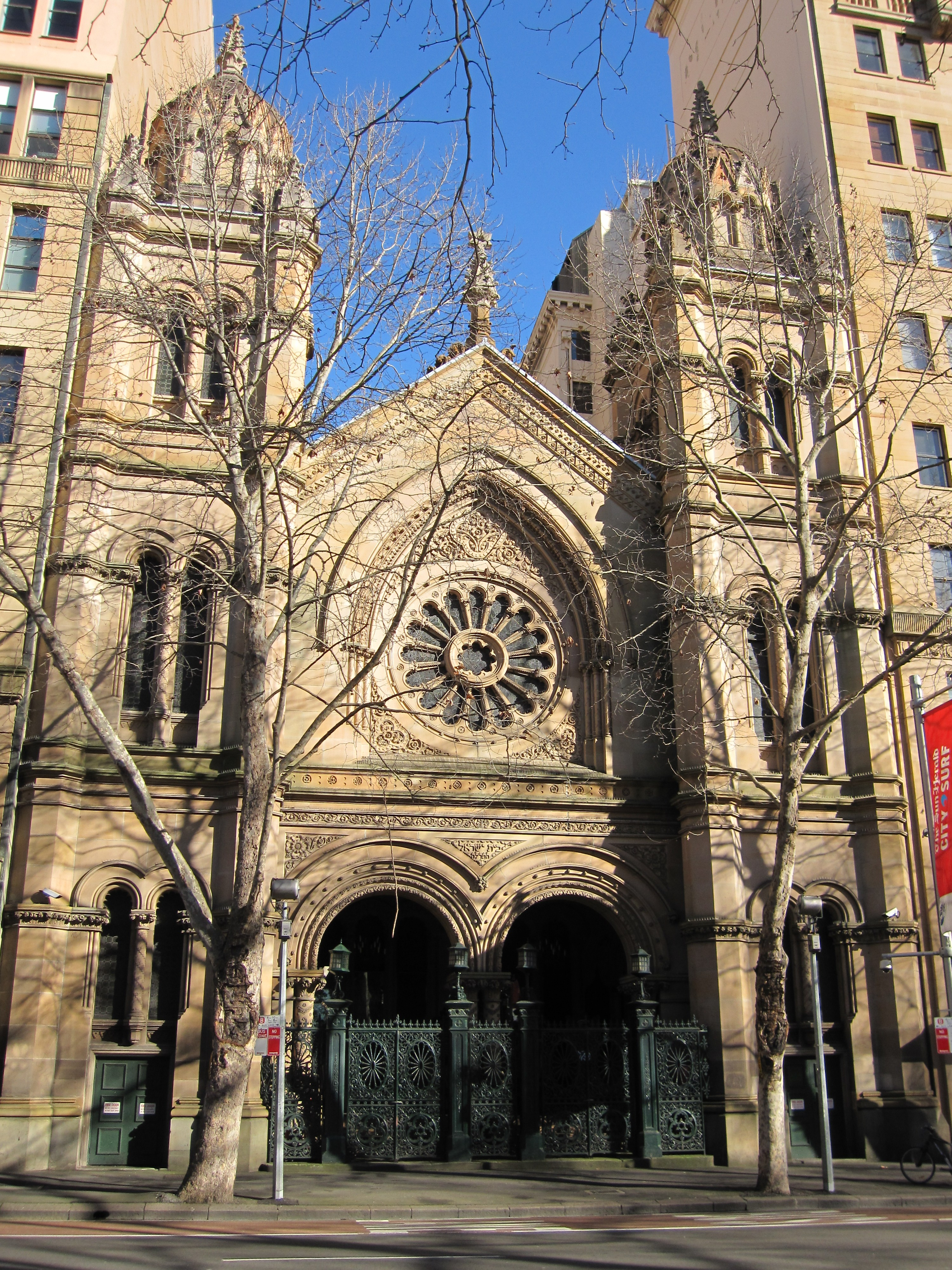
大猶太會堂

大猶太會堂（Great Synagogue）是澳大利亞城市悉尼的一座大型猶太會堂，位於伊麗莎白街上海德公園的對面處。大猶太會堂由康沃爾人建築家Thomas Rowe設計，融合了拜占庭式建築和哥特式建築的特徵。

## 外部連結
- 官方网站
- The Great Syngagogue of Sydney
- A history of the Great Synagogue, Sydney（页面存档备份，存于）
- Great Synagogue rabbis and the British Chief Rabbinate（页面存档备份，存于）
- Ellmoos, Laila. . Dictionary of Sydney. Dictionary of Sydney Trust. 2008  [9 October 2015]. （原始内容存档于2017-09-04）.[CC-By-SA]